# Peter Fox
Peter Fox (Berlim, 3 de Setembro de 1971) é um cantor alemão.

## Discografia

### Álbuns
| Ano  | Título    | Posição na parada | Posição na parada | Posição na parada | Prêmios |
| Ano  | Título    | DE                | AT                | CH                | Prêmios |
| ---- | --------- | ----------------- | ----------------- | ----------------- | --- |
| 2008 | Stadtaffe | 1                 | 1                 | 4                 | Lançamento: 26 de Setembro de 2008 Vendas DE: + 600.000 (5 x Gold/3 x Platin) Vendas AT: + 20.000 (1 x Gold/1 x Platin) Vendas CH: + 10.000 (1 x Gold) |

### Singles
| Ano  | Título                    | Posição na parada | Posição na parada | Posição na parada | Prêmios                                                            |
| Ano  | Título                    | DE                | AT                | CH                | Prêmios                                                            |
| ---- | ------------------------- | ----------------- | ----------------- | ----------------- | ------------------------------------------------------------------ |
| 2007 | Come Marry Me Chefa       | 90                | –                 | –                 | Lançamento: 24 de Agosto de 2007 Miss Platnum feat. Pete Fox       |
| 2008 | Alles Neu Stadtaffe       | 4                 | 11                | 49                | Lançamento: 26 de Setembro de 2008 Vendas DE: + 150.000 (1 x Gold) |
| 2008 | Haus am See Stadtaffe     | 8                 | 6                 | 16                | Lançamento: 17 de Outubro de 2008                                  |
| 2009 | Schwarz zu Blau Stadtaffe | 3                 | 17                | 36                | Lançamento: 6 de Fevereiro de 2009                                 |